# Matías Rodríguez (labdarúgó, 1993)
Matías Ezequiel Rodríguez (Pablo Podestá, 1993. március 29. –) argentin labdarúgó, a Chacarita Juniors játékosa.

## Pályafutása

### Klubcsapatokban

#### Chacarita Juniors
Matías Rodríguez a Chacarita Juniors klubjában nevelkedett és a felnőttek között is itt mutatkozott be. Első tétmérkőzését 2013 februárjában játszotta a Godoy Cruz elleni kupamérkőzésen. A 2012–2013-as másodosztályú bajnokságban lépett először pályára, első góljait pedig a 2013–2014-es kiírásban szerezte.  A 2016-2017-es szezonban feljutáshoz segítette csapatát, 2017. szeptember 10-én pedig bemutatkozhatott a Primera Divisiónban is ahol 20 mérkőzésen egy gólt és öt gólpasszt ért el a 2017-2018-as kiírásban. 2018 májusában a Deportivo Maipú elleni kupamérkőzésen századik tétmérkőzését játszotta a csapatban, amellyel az idény közben három évvel meghosszabbította a szerződését.

#### Ferencváros
2018. június 14-én a Ferencvárosi TC csapatához írt alá. A budapesti csapat 750 000 dollárt fizetett érte. Július 22-én a Diósgyőri VTK ellen mutatkozott be a bajnokságban Fernando Gorriarán cseréjeként. Fél év alatt hat tétmérkőzésen jutott szóhoz, az NB I-ben 4 találkozón összesen 55 percet töltött a pályán, valamint 2 Magyar Kupa-mérkőzést pedig végig a pályán töltött.

#### Universidad Católica
2019. január 15-én az ecuadori Universidad Católica csapatához írt alá.

## Statisztika
2019. január 15-i állapotnak megfelelően.
| Klub              | Szezon         | Bajnokság               | Bajnokság     | Bajnokság | Országos kupa | Országos kupa | Ligakupa      | Ligakupa | Nemzetközi kupa | Nemzetközi kupa | Egyéb         | Egyéb | Összesen      | Összesen |
| Klub              | Szezon         | Bajnokság               | Pályára lépés | Gól       | Pályára lépés | Gól           | Pályára lépés | Gól      | Pályára lépés   | Gól             | Pályára lépés | Gól   | Pályára lépés | Gól      |
| ----------------- | -------------- | ----------------------- | ------------- | --------- | ------------- | ------------- | ------------- | -------- | --------------- | --------------- | ------------- | ----- | ------------- | -------- |
| Chacarita Juniors | 2012–13        | Primera B Metropolitana | 4             | 0         | 1             | 0             | —             | —        | —               | —               | 0             | 0     | 5             | 0        |
| Chacarita Juniors | 2013–14        | Primera B Metropolitana | 23            | 2         | 1             | 0             | —             | —        | —               | —               | 0             | 0     | 24            | 2        |
| Chacarita Juniors | 2014           | Primera B Metropolitana | 16            | 0         | 0             | 0             | —             | —        | —               | —               | 0             | 0     | 16            | 0        |
| Chacarita Juniors | 2015           | Primera B Nacional      | 6             | 2         | 0             | 0             | —             | —        | —               | —               | 0             | 0     | 6             | 2        |
| Chacarita Juniors | 2016           | Primera B Nacional      | 4             | 0         | 0             | 0             | —             | —        | —               | —               | 0             | 0     | 4             | 0        |
| Chacarita Juniors | 2016–17        | Primera B Nacional      | 20            | 4         | 0             | 0             | —             | —        | —               | —               | 0             | 0     | 20            | 4        |
| Chacarita Juniors | 2017–18        | Primera División        | 24            | 1         | 1             | 0             | —             | —        | —               | —               | 0             | 0     | 25            | 1        |
| Ferencvárosi TC   | 2018–19        | Nemzeti Bajnokság I     | 4             | 0         | 2             | 0             | —             | —        | 0               | 0               | 0             | 0     | 6             | 0        |
| Karrier összes    | Karrier összes | Karrier összes          | 101           | 9         | 5             | 0             | —             | —        | 0               | 0               | 0             | 0     | 106           | 9        |

## Sikerei, díjai
Ferencvárosi TC
- Magyar bajnok: 2019[10]